# 90 Minutes (jeu vidéo)
Cet article concerne le jeu vidéo sur le football. Pour les autres sens, voir 90 minutes (homonymie).
90 Minutes est un jeu vidéo de football, développé par Smilebit, édité par Sega et sorti sur Dreamcast en 2001. Le jeu est l'un des derniers à être sorti sur la console. Le jeu dispose de trois modes de jeu (Exhibition, World Championship, Domestic League) et trente-deux équipes sont disponibles.

## Accueil
- Jeuxvideo.com : 13/20[3]
- Joypad : 2/10[4]
- Consoles + : 10 %[5]
- Dreamcast, le magazine officiel : 2/10[6]